# Димитър Казанакли
Димитър Г. Казанакли е български политик от края на XIX век.

## Биография
Димитър Казанакли е роден в Ташбунар, Бесарабия в семейството на свещеника Симеон Орлов, но не е известно през коя година. Има трима братя Йоан, Михаил и Николай. Първия е свещеник, а останалите са учители. Казанакли завършва централното училище „Св. св. Кирил и Методий“ в Болград. След това до 1868 г. учителства в село Ердекбурну. Той пристига в Княжество България след Освобождението и е назначен за председател на Окръжния съд в Орхание. Избран е за депутат на Учредителното събрание през 1879 година.
Димитър Казанакли служи като адвокат в Разградска околия от 1892 до 1907 г. Консерватор по убеждения, той участва в политическите трусове при изборите в Разградско през 1893 г.
Умира след 1907 г. в Разград.
Синът му, Иван Казанакли, е офицер в Българската армия през Първата световна война. Награден е с ордени „За храброст“ III и IV степен.